# Canon de 10,5 cm SK C/32
Pour les articles homonymes, voir Canon de 105 mm.
Le canon de 10,5 cm SK C/32 est un canon de marine allemand utilisé dans la Seconde Guerre mondiale. Il a été le canon de pont avant standard des U-boot de type I, de Type IX et de type X, dans une version non blindée et à faible débattement angulaire. Le SK C/32 a ensuite été utilisé en version blindée et à grand débattement angulaire à bord de navires de surface ; il a aussi connu une utilisation comme canon de défense côtière.

## Description
Le canon dans sa totalité pesait environ 1,8 tonne. Le SK C/32 tirait des obus de 15,1 kg de 105 mm de diamètre, et le canon est parfois décrit comme un calibre 45. La munition dans son ensemble contenait une charge propulsive de 4,08 kg et était longue de 105 centimètres. La portée de l'arme était de 10 300 mètres à 80 degrés d'inclinaison. L'espérance de vie pratique du SK C/32 était de 4 100 coups par canon.

## U-boots et navires de surface
L'affut LC/32 utilisé sur les U-boot de type I et les premiers type IX pesait environ cinq tonnes et avait un débattement angulaire de −10 à +35 degrés. Les type IX suivant et les type XB ont, eux, utilisé l'affut LC/36 réduisant le poids total de 10 % par la limitation de l'élévation de −10 à +30 degrés. Pendant les premières années de la guerre, ces armes ont été utilisées pour encourager la reddition de navires marchands indépendants ou de couler les navires endommagés par les torpilles. Certaines de ces armes ont été ensuite retirées de U-boots pour être montées à bord de dragueurs de mines type 40, après que les canons de pont non blindés se sont révélés peu pratique dans la lutte contre les navires marchands armés et les escortes des convois marchands.
Le SK C/32 a également été utilisé en version blindée et à grand débattement angulaire à bord de dragueurs de mines de type 35 et 43, de torpilleurs de classe Elbing, ou encore du croiseur Emden, et des vieux cuirassés Schlesien et Schleswig-Holstein.

## Canon de défense côtière

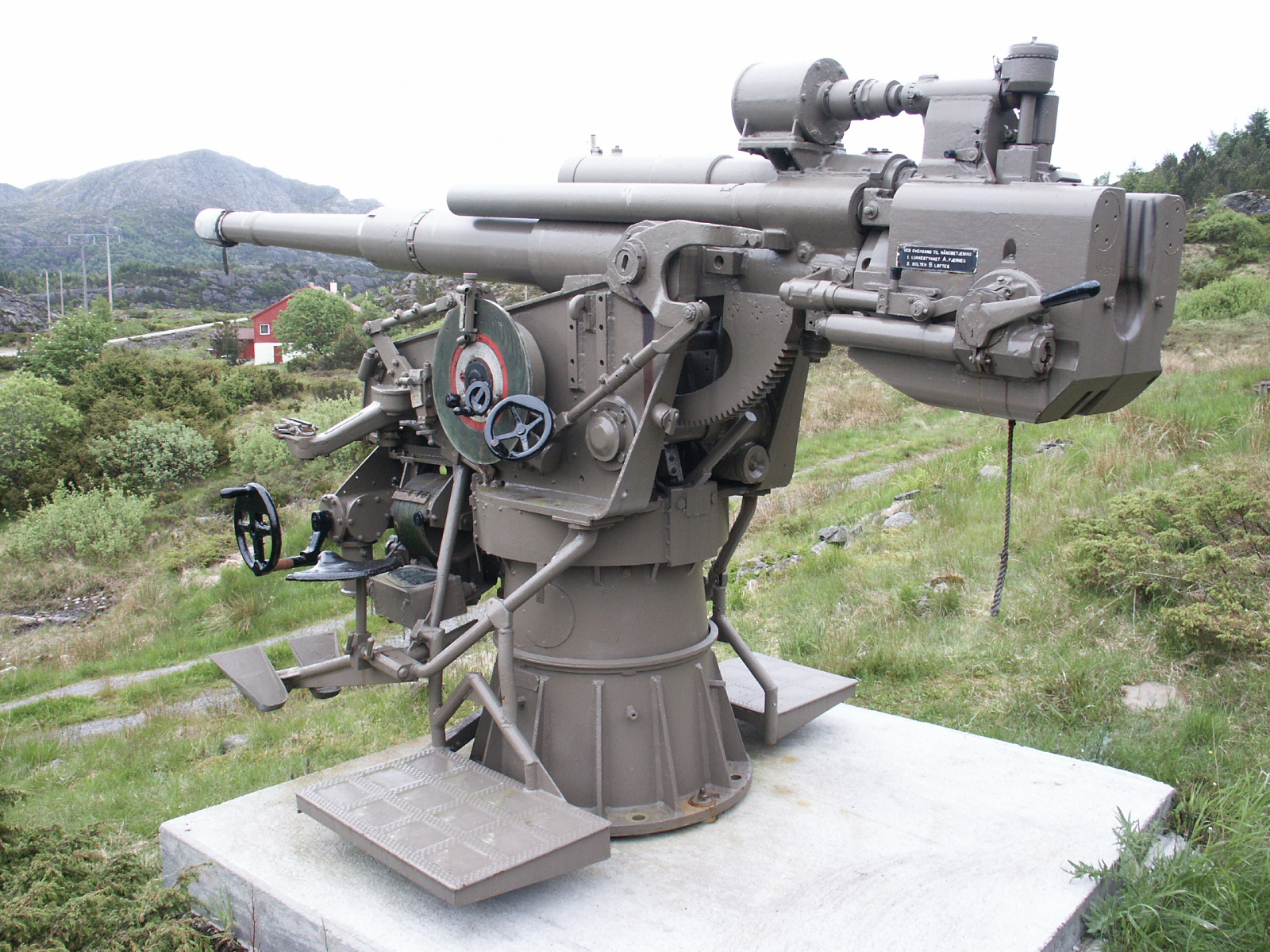
Canon de 10,5 cm SK C/32 exposé à la forteresse de Fjell en Norvège.

La Norvège a utilisé ce canon pour la défense côtière jusqu'en 2002.